# Шаймарданов, Рустам
Рустам Шаймарданов (Шоймардонов; 4 сентября 1976) — узбекистанский футболист, правый защитник. Выступал за сборную Узбекистана.

## Биография
Дебютировал в высшем дивизионе Узбекистана в 1996 году в клубе «Дустлик» из Ташкентской области. В 1998 году перешёл в «Пахтакор» (Ташкент), провёл в клубе два сезона и в сезоне 1998 года стал чемпионом страны. В 2000 году вернулся в «Дустлик», выступал за него ещё два с половиной сезона и стал чемпионом и обладателем Кубка Узбекистана 2000 года.
Летом 2002 года перешёл в казахстанский клуб «Есиль-Богатырь» (Петропавловск), провёл в нём четыре неполных сезона. Полуфиналист Кубка Казахстана 2003 года. Осенью 2005 года выступал за другой казахстанский клуб — «Жетысу» (Талдыкурган). После возвращения на родину выступал за «Металлург» (Бекабад) и «Кызылкум» (Зарафшан), а осенью 2007 года снова играл в Казахстане — на этот раз за «Атырау».
В 2008 году играл за АГМК (Аламлык), в 28 матчах получил 10 жёлтых карточек и одну красную и стал одним из самых грубых игроков чемпионата. В конце карьеры выступал за «Металлург» (Бекабад) и «Согдиану» (Джизак).
Всего в высшем дивизионе Узбекистана сыграл 251 матч и забил один гол; в высшем дивизионе Казахстана — 76 матчей.
В национальной сборной Узбекистана сыграл первый матч 9 мая 1997 года в рамках отборочного турнира чемпионата мира против Йемена. Участник Азиатских игр 1998 года, сыграл на турнире 2 матча, а его команда дошла до четвертьфинала. Всего сыграл за сборную в 1997—2000 годах 21 матч.

## Достижения
- Чемпион Узбекистана: 1998, 2000
- Обладатель Кубка Узбекистана: 2000

## Личная жизнь
Племянник футболиста и тренера Туры Шаймарданова.